# Communauté de communes de la Région de Guise
La communauté de communes de la Région de Guise est une ancienne structure intercommunale française, située dans le département de l'Aisne.

## Historique
Par l'arrêté préfectoral n°2016-1078 du 15 décembre 2016, la communauté de communes de la Région de Guise est dissoute le 31 décembre 2016 pour fusionner le 1er janvier 2017 avec la communauté de communes de la Thiérache d'Aumale afin de former la communauté de communes Thiérache Sambre et Oise.

## Composition
La communauté était composée des 24 communes suivantes :
| Nom                           | Code Insee | Gentilé                      | Superficie (km2) | Population (dernière pop. légale) | Densité (hab./km2) |
| ----------------------------- | ---------- | ---------------------------- | ---------------- | --------------------------------- | ------------------ |
| Guise (siège)                 | 02361      | Guisards                     | 16,13            | 5 014 (2014)                      | 311                |
| Aisonville-et-Bernoville      | 02006      | Aisonvillois et Bernovillois | 8,73             | 256 (2014)                        | 29                 |
| Audigny                       | 02035      | Audignois                    | 10,73            | 284 (2014)                        | 26                 |
| Bernot                        | 02070      | Bernotois                    | 16,56            | 444 (2014)                        | 27                 |
| Chigny                        | 02188      | Chignyois                    | 10,47            | 144 (2014)                        | 14                 |
| Crupilly                      | 02244      | Crupillois                   | 3,52             | 74 (2014)                         | 21                 |
| Flavigny-le-Grand-et-Beaurain | 02313      | Flavignyacois et Beaurinois  | 13,63            | 474 (2014)                        | 35                 |
| Grand-Verly                   | 02783      | Verlyssiens                  | 3,80             | 142 (2014)                        | 37                 |
| Hauteville                    | 02376      | Hautevillois                 | 7,10             | 166 (2014)                        | 23                 |
| Iron                          | 02386      | Ironnais                     | 9,51             | 242 (2014)                        | 25                 |
| Lavaqueresse                  | 02414      | Lavaqueressois               | 4,44             | 211 (2014)                        | 48                 |
| Lesquielles-Saint-Germain     | 02422      | Lesquiellois                 | 16,21            | 813 (2014)                        | 50                 |
| Macquigny                     | 02450      | Macquignyquois               | 20,18            | 377 (2014)                        | 19                 |
| Malzy                         | 02455      | Malziens                     | 10,30            | 192 (2014)                        | 19                 |
| Marly-Gomont                  | 02469      | Marlysiens                   | 12,91            | 456 (2014)                        | 35                 |
| Monceau-sur-Oise              | 02494      | Moncellois                   | 5,86             | 119 (2014)                        | 20                 |
| Noyales                       | 02563      | Noyalais                     | 7,18             | 172 (2014)                        | 24                 |
| Petit-Verly                   | 02784      | Verlyziens                   | 5,19             | 168 (2014)                        | 32                 |
| Proisy                        | 02624      | Proisyens                    | 5,20             | 320 (2014)                        | 62                 |
| Proix                         | 02625      | Proisiens                    | 3,45             | 150 (2014)                        | 43                 |
| Romery                        | 02654      | Romanions                    | 3,96             | 91 (2014)                         | 23                 |
| Tupigny                       | 02753      | Tupigniens                   | 12,84            | 351 (2014)                        | 27                 |
| Vadencourt                    | 02757      | Vadencourtois                | 12,24            | 573 (2014)                        | 47                 |
| Villers-lès-Guise             | 02814      | Villérois                    | 8,06             | 171 (2014)                        | 21                 |

### Démographie
| 1968   | 1975   | 1982   | 1990   | 1999   | 2006   | 2011   | 2012   |
| ------ | ------ | ------ | ------ | ------ | ------ | ------ | ------ |
| 15 012 | 13 675 | 12 704 | 12 348 | 12 193 | 11 958 | 11 635 | 11 607 |

## Administration

### Élus
La communauté de communes est administrée par un conseil communautaire constitué de 51 conseillers élus par les conseils municipaux des communes membres.
Ce conseil communautaire a élu le 22 avril 2014 son président, Hugues Cochet, maire de Guise, et constitué son  bureau pour le mandat 2014-2020, constitué du président et des élus suivants : 
Vice-présidents
1. Jean-Paul Pirotte, maire de Lavaqueresse, chargé de la commission environnement ;
2. Marie-Claire Fortin, maire de Monceau-sur-Oise, chargée de la commission enfance et jeunesse ;
3. Caroline Lombard, maire de Proix, chargée de l’action sociale ;
4. Willy Huygue, maire d'Hauteville, chargé de la commission de mutualisation des services et  des moyens ;
5. Jacques Maillard, maire de Romery ;
6. Jean-Pierre Prévot, maire adjoint aux finances à Guise, chargé des finances, des affaires économiques et de la communication.

Autres membres
Les autres membres du bureau sont Alain Viollette (Aisonville), Monique Walton (Guise), Jean-Claude Hierniaux (Proisy), Line Fourrier Camelot (Proisy).

### Liste des présidents
| Période                                  | Période       | Identité      | Étiquette | Qualité               |
| ---------------------------------------- | ------------- | ------------- | --------- | --------------------- |
| Les données manquantes sont à compléter. |               |               |           |                       |
| 2008                                     | avril 2014    | Odile Gourlin | UMP       | Maire de Marly-Gomont |
| 22 avril 2014                            | décembre 2016 | Hugues Cochet | PS        | Maire de Guise        |

### Compétences
L'intercommunalité exerce des compétences qui lui sont déléguées par l'ensemble des communes qui la composent.

### Logos

Ancien logo de la communauté de communes de la Région de Guise
Logo actuel